# 1241년

## 연호
- 남송(南宋) 순우(淳祐) 원년
- 일본(日本) 닌지(仁治) 2년
- 쩐 왕조(陳朝) 티엔응찐빈(天應政平) 10년

## 기년
- 남송(南宋) 이종(理宗) 17년
- 고려(高麗) 고종(高宗) 28년
- 몽골 오고타이 칸 13년
- 쩐 왕조(陳朝) 태종(太宗) 17년

## 사건
- 4월 9일 - 몽골 군의 유럽 침입으로 레그니차 전투 발발

## 탄생
- 10월 4일 - 스코틀랜드의 왕 알렉산더3세

## 사망
- 9월 23일 - 아이슬란드의 시인·역사가·정치자 스노리 스투를루손
- 10월 26일 - 일본 시인 후지와라노 데이카